# Statenverkiezingen Aruba 2024
Op 6 december 2024 vonden in Aruba verkiezingen plaats voor de Staten van Aruba.

## Achtergrond
Op 9 september 2024 diende het kabinet Wever-Croes II zijn ontslag in nadat de MEP-partij het vertrouwen in coalitiepartner RAIZ had opgezegd naar aanleiding van de stemming voor het voorzitterschap van de Staten van Aruba. Het parlement verkoos Raymond Kamperveen (RAIZ) boven de zittende president Edgard Vrolijk (MEP), die zich opnieuw kandidaat had gesteld. RAIZ zou tegen de afspraken van het coalitie-akkoord in zijn gegaan. 
De val van de regering vond plaats ongeveer negen maanden vóór de eerstvolgende verkiezingen, gepland in juni 2025. Op verzoek van het kabinet ontbond de gouverneur van Aruba het parlement en riep vervroegde verkiezingen uit.

## Deelnemende partijen
Van de dertien partijen die een kandidatenlijst indienden bij de Electorale Raad deden er elf mee aan de verkiezingen. De vijf zittende partijen deden automatisch mee aan de verkiezingen. Zes van de overige acht partijen wisten in de voorronde van de lijststeun minimaal 586 handtekeningen te verzamelen voor deelname, terwijl de partijen Movemento Indigena Aruba (MIA) van Helena Croes en Union Patriotico Progressista (UPP) van Giovanni Trim afvielen wegens onvoldoende steunstemmen.
|      | Partij | Aantal kandidaten | Lijsttrekker                | Lijsttrekker    | Lijsttrekker |
| naam | Partij | Aantal kandidaten | voorkeurstemmen             | voorkeurstemmen |              |
| naam | Partij | Aantal kandidaten | 2021                        | 2024            |              |
| ---- | ------ | ----------------- | --------------------------- | --------------- | ------------ |
| 1    | MAS    | 7                 | Marisol Lopez-Tromp         | 4.191           |              |
| 2    | PPA    | 16                | Otmar Oduber                | -               |              |
| 3    | RAIZ   | 11                | Ursell Arends               | 1.939           |              |
| 4    | HTC    | 4                 | Gilbert Webb                | 154             |              |
| 5    | CURPA  | 7                 | Eric Ras                    | 202             |              |
| 6    | FUTURO | 10                | Gerlien Croes               | -               |              |
| 7    | LPR    | 7                 | Rycond Santos do Nascimento | -               |              |
| 8    | RED    | 10                | Ricardo Croes               | 1.184           |              |
| 9    | A21    | 9                 | Miguel Mansur               | 2.019           |              |
| 10   | MEP    | 29                | Evelyn Wever-Croes          | 7.518           |              |
| 11   | AVP    | 29                | Wendrick Cicilia            | -               |              |
|      | Totaal | 149               |                             | 17.207          |              |

## Verkiezingsuitslag

### Opkomst
|                          | 2021   | 2021      | 2024   | 2024  |
| # stemmen                | %      | # stemmen | %      |       |
| ------------------------ | ------ | --------- | ------ | ----- |
| Kiesgerechtigden         | 70.283 |           | 69.824 |       |
| Niet opgekomen           | 10.747 | 15,29     | 13.352 | 19,12 |
| Opkomst                  | 59.536 | 84,70     | 56.472 | 80,88 |
| Blanco/ongeldige stemmen | 890    | 1,49      | 976    | 1,73  |
| Geldige stemmen          | 58.646 | 98,51     | 55.496 | 98,27 |

### Stemmen en zetelverdeling
| Politieke partij | Politieke partij                              | 2021      | 2021  | 2021   | 2024      | 2024  | 2024   | +/−    | +/−    |
| Politieke partij | Politieke partij                              | # stemmen | %     | zetels | # stemmen | %     | zetels | %      | zetels |
| ---------------- | --------------------------------------------- | --------- | ----- | ------ | --------- | ----- | ------ | ------ | ------ |
|                  | Partido di Pueblo Arubano                     | 18.335    | 31,26 | 7      | 17.876    | 32,21 | 9      | +0,95  | +2     |
|                  | Movimiento Electoral di Pueblo                | 20.700    | 35,29 | 9      | 17.572    | 31,66 | 8      | −3,63  | −1     |
|                  | Futuro                                        | -         | -     | -      | 7.349     | 13,24 | 3      | +13,24 | +3     |
|                  | Partido Patriotico di Aruba                   | 1.809     | 3,08  | 0      | 3.538     | 6,37  | 1      | +3,29  | +1     |
|                  | RAIZ                                          | 5.474     | 9,33  | 2      | 2.323     | 4,18  | 0      | −5,15  | −2     |
|                  | Accion 21                                     | 3.410     | 5,81  | 1      | 2.204     | 3,97  | 0      | −1,84  | −1     |
|                  | Movimiento Arubano Soberano                   | 4.717     | 8,04  | 2      | 1.722     | 3,10  | 0      | −4,94  | −2     |
|                  | Lucha pa Reforma                              | -         | -     | -      | 1.349     | 2,43  | 0      | +2,43  | 0      |
|                  | RED Democratico                               | 1.784     | 3,04  | 0      | 635       | 1,14  | 0      | −1,90  | 0      |
|                  | Hubentud Treciendo Cambio                     | 249       | 0,42  | 0      | 505       | 0,90  | 0      | +0,48  | 0      |
|                  | Cristiannan Uni Reforzando Potencial di Aruba | 312       | 0,53  | 0      | 423       | 0,76  | 0      | +0,23  | 0      |
|                  | overige partijen in 2021                      | 1.856     | 3,14  | 0      | -         | -     | -      | −3,14  | -      |
| Totaal           | Totaal                                        | 58.646    | 100   | 21     | 55.496    | 100   | 21     |        |        |